# Härnösand
Härnösand (em sueco: Härnösand;  ouça a pronúncia), Harnosand (por adaptação tipográfica) ou Hernosândia (em latim: Hernosandia) é uma cidade portuária da província da Ångermanland, na região da Norlândia, no norte da Suécia.  
Está situada junto a uma costa alta e escarpada no nordeste do país - a Costa Alta (Höga kusten), banhada pelo golfo de Bótnia, e distribuída pela ilha de Härnön e pela terra firme.  
É um centro administrativo e cultural, com uma economia dominada pelos serviços. 
Segundo censo de 2021, tinha 18 508 habitantes. Possui 10,87 quilômetros quadrados.  
É sede da comuna de Härnösand, capital do condado da Västernorrland e também sede da diocese de Härnösand. 

## Etimologia e uso
O topônimo Härnösand deriva das palavras nórdicas Härnön (o nome de uma ilha) e sand (areia), significando "sítio arenoso na ilha de Härnö". A localidade foi mencionada como Hernøsundh em 1374, e Hernesand em 1461. 
Em textos em português costuma ser usada a forma original Härnösand, ocasionalmente transliterada para Harnosand, por adaptação tipográfica. 
| “ | Fundada em 1998 na cidade de Härnösand, Suécia…                            | ” |
|   | — Dori Prata, Starbreeze: o estúdio que mirou em Ícaro e acertou na fênix. |   |

## Comunicações
Härnösand é atravessada pela estrada europeia E4 (Haparanda-Estocolmo-Helsingborg), e servida pela estrada nacional 90 (Härnösand-Vilhelmina). Dispõe de ligações ferroviárias a Sundsvall-Umeå e a Luleå-Estocolmo-Gotemburgo. Tem vários portos, entre os quais um porto de águas profundas.

## Economia
A economia de Härnösand está dominada pela administração pública e eclesiástica, pela cultura e pelos serviços. Dispõe de um significativo porto de águas profundas. 